# سانتا سسیلیا د بلترگا
سانتا سسیلیا د بلترگا (به اسپانیایی: Santa Cecília de Voltregà) یک شهرستان در اسپانیا است که در بارسلون واقع شده‌است.